# Tomáš Salinger
Tomáš Salinger (* 16. März 1938; † 31. Januar 2020) war ein Leichtathlet aus der Tschechoslowakei. Er gewann eine Bronzemedaille bei Europameisterschaften.

## Sportliche Laufbahn
Salinger war 1961, 1962 und 1963 Meister der Tschechoslowakei im 1500-Meter-Lauf.
Bei der Universiade 1961 in Sofia siegte er in 3:45,75 Minuten vor dem Rumänen Zoltan Vamoș in 3:45,85 Minuten und dem Österreicher Rudolf Klaban.
1962 bei den Europameisterschaften in Belgrad siegte der Franzose Michel Jazy in 3:40,9 Minuten. Um die anderen beiden Medaillenränge gab es einen Endspurt zwischen dem Polen Witold Baran, der in 3:42,1 Minuten Zweiter wurde, und Salinger, der 3:42,2 Minuten benötigte. Der Deutsche Heinz Böthling überquerte die Ziellinie nach 3:42,7 Minuten als Vierter.